# Biltmore Forest
Biltmore Forest est une ville américaine située dans le comté de Buncombe en Caroline du Nord.
En 2010, sa population était de 1 343 habitants.

## Démographie
| 1900 | 1910 | 1930 | 1940 | 1950 | 1960  |
| ---- | ---- | ---- | ---- | ---- | ----- |
| 71   | 173  | 313  | 476  | 657  | 1 004 |

| 1970  | 1980  | 1990  | 2000  | 2010  | - |
| ----- | ----- | ----- | ----- | ----- | - |
| 1 298 | 1 499 | 1 327 | 1 440 | 1 343 | - |

## Traduction
- (en) Cet article est partiellement ou en totalité issu de l’article de Wikipédia en anglais intitulé « Biltmore Forest, North Carolina » (voir la liste des auteurs).